# Roger Ross Williams
Roger Ross Williams (nacido el 16 de septiembre de 1962) es un director, productor y escritor estadounidense y el primer director afroamericano en ganar un Premio Óscar, con su cortometraje Music by Prudence; esta película ganó el Óscar al mejor documental corto en 2009.

## Vida y carrera
Williams es miembro de una familia Gullah de Carolina del Sur y ha vivido y trabajado en la ciudad de Nueva York durante más de veinticinco años. Williams asistió al Northampton Community College en Bethlehem, Pensilvania y a la Universidad de Nueva York en la ciudad de Nueva York.
Williams comenzó su carrera en 1985, produciendo sátira política para Comedy Central y la serie TV Nation, ganadora del premio Emmy de Michael Moore. Desde entonces, ha producido y dirigido para NBC News, MSNBC, BBC, CNN y ha producido trabajos para Comedy Central, Food Network, TLC, VH1, incluidos numerosos especiales en horario estelar para Public Broadcasting Service (PBS), American Broadcasting Company (ABC) y ABC News, CBS, Sundance Channel y New York Times Television. También ha producido una serie documental para Discovery Networks y una serie de estilo de vida, Sheila Bridges Designer Living, para Scripps Networks. Ha ganado numerosos premios por su trabajo televisivo, incluido un premio NAMIC Vision y el premio National Headliner al mejor documental de interés humano.
Williams ha dirigido varias películas, incluida Life, Animated, que ganó el premio a la dirección del Festival de Cine de Sundance, fue nominada al Premio Óscar al mejor largometraje documental y ganó tres premios Emmy en 2018, incluido el premio al Mejor Documental. La película God Loves Uganda que dirigió, que fue preseleccionada para el Premio Óscar al mejor largometraje documental y American Jail, examinó el sistema penitenciario estadounidense y se estrenó en CNN y BBC. Williams dirigió Travelling While Black, un proyecto documental/transmedia de realidad virtual realizado para Oculus de Facebook, que se estrenó en el Festival de Cine de Sundance en 2019. Su película de 2019 The Apollo, un documental sobre el legendario Teatro Apollo de Harlem, fue la película de la noche de apertura del Festival de Cine de Tribeca de 2019.
También realizó un largometraje narrativo para Amazon Studio. Su productora, One Story Up, que fundó con Geoff Martz, produce una variedad de proyectos que incluyen series documentales para Netflix .
El documental Master of Light, dirigido por Rosa Ruth Boesten y producido por Geoff Martz, Ilja Roomans, Anousha Nzume y Williams, se proyectó en el festival de música y cine South by Southwest (SXSW) en marzo de 2022. Es una producción de One Story Up y el colectivo documental holandés 'Docmakers'. Es una película sobre el artista George Anthony Morton. La película fue incluida en HBO Max ese mismo año.
Williams es el primer director afroamericano en ganar un Premio Óscar con su cortometraje Music by Prudence; esta película ganó el Óscar al mejor documental corto en 2009.
Williams forma parte de la junta directiva de Docubox Kenya, un fondo de documentales y programa de tutoría con sede en Nairobi que apoya a los cineastas africanos. Williams forma parte de la junta asesora de exalumnos de None On Record, la junta asesora de exalumnos del Instituto Sundance y, desde 2016, de la Junta de Gobernadores de la Academia de Artes y Ciencias Cinematográficas, y se desempeña como presidente de la Rama de Documentales y el Comité de Diversidad de Documentales. También es patrono del Museo Zeitz de Arte Contemporáneo de África, el primer gran museo de África dedicado al arte contemporáneo. Además, es miembro del Consejo Asesor del Festival de Cine Documental Full Frame y del consejo del Tribeca Film Institute.
Divide su tiempo entre el norte del estado de Nueva York y Ámsterdam, Países Bajos.

## Filmografía

### Director
- 1997: Discovered At Sundance (TV)
- 2000: Reagan: A Life In Pictures (TV)
- 2001: Time (TV)
- 2001: Challenge America With Erin Brockovich (TV)
- 2002: Secret Son (TV)
- 2003: Power, Privilege & Justice (TV)
- 2003: Boys Will Be Girls (TV)
- 2003: First Off The Tee (TV)
- 2003: New York Underground (TV)
- 2004: The Lives They Lived (TV)
- 2004: Moroccan Style (TV)
- 2005: Sheila Bridges Designer Living: Morocco Special (TV) and Sheila Bridges Designer Living
- 2006: Amazing Families (TV)
- 2010: Undercover Boss (TV, 1 episode: 7-Eleven)
- 2010: Music by Prudence
- 2013: God Loves Uganda
- 2014: Tutu: The Essence of Being Human
- 2015: Gospel of Intolerance
- 2015: Blackface
- 2016: Life, Animated
- 2018: American Jail
- 2019: The Apollo
- 2023: Cassandro
- 2023: Love to Love You, Donna Summer
- 2023: The Super Models (TV)

### Productor
- 1995: People Yearbook '95 (TV) (productor de segmento)
- 1996: Sex, Drugs and Consequences (TV) (productor)
- 1997: TV Nation: Volume One (productor de segmento)
- 2000: Reagan: A Life In Pictures (TV) (productor)
- 2001: Time (TV) (productor)
- 2002: Secret Son (TV) (productor)
- 2002: Life 360 (productor de segmento) (1 episodio:Telling the Children) (productor de segmento)
- 2003: Power, Privilege & Justice (TV) (productor)
- 2003: First Off The Tee (TV) (productor)
- 2003: New York Underground (TV) (productor)
- 2004: The Lives They Lived (TV) (productor)
- 2004: Moroccan Style (TV) (productor)
- 2004 - 2005: Sheila Bridges Designer Living (supervisor de producción)
- 2006: Amazing Families (TV) (productor)
- 2007: Alone No Love (coproductor)
- 2007: Yearbook (TV) (series productor)
- 2010: Music by Prudence (productor)
- 2013: God Loves Uganda (productor)
- 2014: Tutu: The Essence of Being Human (productor)
- 2016: Life, Animated
- 2022: Master of Light
- 2023:Savior Complex

### Guionista
- 2000: Reagan: A Life In Pictures (TV)
- 2003: Power, Privilege & Justice (TV)
- 2003: First Off The Tee (TV)
- 2003: New York Underground (TV)
- 2004: The Lives They Lived (TV)
- 2004: Moroccan Style (TV)
- 2005: Sheila Bridges Designer Living: Morocco Special (TV)
- 2006: Amazing Families (TV)
- 2023: Cassandro coescrito con David Teague[9]

## Premios y distinciones
Premios Óscar
| Año  | Categoría              | Película          | Resultado |
| ---- | ---------------------- | ----------------- | --------- |
| 2010 | Mejor documental corto | Music by Prudence | Ganador   |
| 2017 | Mejor documental largo | Life, Animated    | Nominado  |